# Hugh M. Stuart
Hugh Mead Stuart (Harrisburg, Pennsylvania, 5 oktober 1917 – Albuquerque, New Mexico, 31 januari 2006) was een Amerikaans componist, muziekpedagoog en dirigent.

## Levensloop
Stuart studeerde klarinet aan het Oberlin College in Oberlin, Ohio waar hij zijn Bachelor of Music in 1940 behaalde, aan de Universiteit van Michigan in Ann Arbor, voor een pedagogische opleiding aan de Columbia University in New York en aan de Rutgers, Staatsuniversiteit van New Jersey in Camden. 
Aansluitend was hij docent in East Orange, New Jersey, waar hij van 1948 tot 1974 als muziekpedagoog werkte. Gedurende deze tijd dirigeerde hij verschillende harmonieorkesten en ensembles. Hij was ook docent op verschillende clinics en workshops voor blazers. 

## Composities

### Werken voor harmonieorkest
- 1960 Timpani Tom, voor solo pauken en harmonieorkest
- 1961 Variations on a Theme by Prokofjev
- 1962 Three Pieces in Folk Song Style
  1. Squiresmarche
  2. Ayre for St. Margaret's Day
  3. Castleguard
- 1969 Three Ayres from Gloucester
  1. The Jolly Earl Of Cholmondeley
  2. Ayre For Eventide
  3. The Fiefs Of Wembley
- 1983 Three Songs from Sussex
  1. March for the Duke of Chichester
  2. Ayre for Mary Pribble
  3. Gatwick's galumph.
- 1988 Overture for a Summer Concert
- 1989 Three American Dances, selectie
  1. Midnite walts
  2. Hoedown
- 11th Pennsylvania Regiment March
- A hymn for band
- Adios Amigos
- Andalusia, voor trompet en harmonieorkest
- Carousel
- Chorale and March
- Dance of the Hours
- Derby Day
- Four Carols for Christmas
- Lemon Merengue
- Manhattan Vignettes
  1. The Cloisters
  2. Central Park
  3. Radio City Music Hall
- My Band Plays Beethoven
- Pavanne and Toccata
- Que Pasa Medico
- Somerset Sketches
- The Reception
- Three American Folk Songs
  1. Cakewalk in the Sky
  2. Oh Lord, What a Mournin'
  3. Uncle Ned
- Three Classic Dances
  1. Gavotte
  2. Minuet
  3. Rigaudon
- Three for the Irish, suite
- Three Myths
  1. Myth Terry
  2. Miss Elainie
  3. Ms. Chivas
- Three on the Isle
  1. Song From Walking Castle
  2. Ayre For Betws-Y-Coed
  3. A Tune From Country Antrim
- Three Scenes from Ago
- Three Scottish Songs
- Three Unusual Sketches
  1. A Balmy Knight
  2. Lazy Bard
  3. Crazy Jester
- Two From the Classics
  1. Andante
  2. March of the Sirdar
- Two for the Show
  1. One to Get Ready
  2. Two to Go
- Variations on a Theme by Diabelli

### Kamermuziek
- Clarinet Fancies, voor klarinet en piano
- Danzetta, voor dwarsfluit en piano
- Concertino, voor fagot en piano
- Soft shoo, voor twee eufonia en twee tuba's

### Pedagogische literatuur
- A Tune a Day, voor fagot

- International Standard Name Identifier: 0000 0001 1468 9046
- Library of Congress Control Number: n88116021
- Nationale Bibliotheek van Israël: 987007321546805171
- Nederlandse Thesaurus van Auteursnamen: 071863761
- Système universitaire de documentation: 172262666
- Trove: 930467
- Virtual International Authority File: 21230619
- WorldCat: E39PBJbWqGqgBDdG8RMtcjwXBP